# 李卓 (歴史学者)
李 卓（り たく、1954年12月 - ）は、中華人民共和国の歴史学者。南開大学教授。日本社会史、日本古代史を専攻。中華日本学会常務理事、中国日本史学会副会長。

## 人物
1982年、南開大学卒業。1985年、南開大学大学院修士課程修了。1987年、南開大学歴史研究所講師。1992年、南開大学副教授。1998年、南開大学教授。南開大学日本研究院院長（2007年 - 2012年）。
日中歴史共同研究中国側委員として古代・中近世史分科に参加し、「日中古代政治社会構造の比較研究」を発表している。